# Gertrude Tompkins Silver
Gertrude "Tommy" Tompkins Silver (Jersey City, Nueva Jersey, Estados Unidos, 16 de octubre de 1911 – desaparecida cerca de Los Ángeles, California, Estados Unidos, 26 de octubre de 1944) fue la única miembro del Women Airforce Service Pilots (WASP) en desaparecer durante la Segunda Guerra Mundial.
El 26 de octubre de 1944 Gertrude Tompkins, pilotaba un caza Mustang P-51. Debido a un problema con el avión, despegó un poco más tarde que los demás pilotos que volaban ese día. Su aeronave nunca llegó a su destino y nunca se han encontrado sus restos, existen distintas teorías de lo que podría haber sucedido.

## Nacimiento
Gertrude Vreeland Tompkins nació el 16 de octubre de 1911, en Jersey City (Nueva Jersey); era la hija de Vreeland Tompkins, fundador de Smooth-On, Inc., y Laura Tompkins (nacida Towar).

## Desaparición y búsqueda
Salió de Mines Field (Aeropuerto Internacional de Los Ángeles) hacia Palm Springs, el 26 de octubre de 1944, volando un North American P-51 Mustang con destino a Nueva Jersey. Nunca llegó a Palm Springs y, debido a errores de información, la búsqueda no se inició hasta tres días después. A pesar de una extensa búsqueda en tierra y en el agua, no se encontró ningún rastro de ella ni del avión.

## Seguimiento del caso
En enero de 2010, los esfuerzos de búsqueda para localizar el posible lugar del accidente en la Bahía de Santa Mónica resultaron infructuosos.